# Walberton
Walberton est un village et une paroisse civile anglais située dans le district d'Arun dans le comté du Sussex de l'Ouest. En 2011, sa population était de 2 174 habitants.

## Traduction
- (en) Cet article est partiellement ou en totalité issu de l’article de Wikipédia en anglais intitulé « Walberton » (voir la liste des auteurs).